# Peinture de la Renaissance en Espagne
 (juin 2025).
Améliorez-le ou discutez des points à vérifier. 
 (juin 2025).
Le contenu est difficilement compréhensible vu les erreurs de traduction, qui sont peut-être dues à l'utilisation d'un logiciel de traduction automatique.
La Renaissance espagnole est l'expression employée pour désigner l'influence et le développement en Espagne du mouvement artistique et scientifique apparu en Italie au cours du XVe siècle, et qui s'est développé dans le reste de l'Europe de l'Ouest au cours du XVIe siècle, connu sous le nom général de Renaissance.

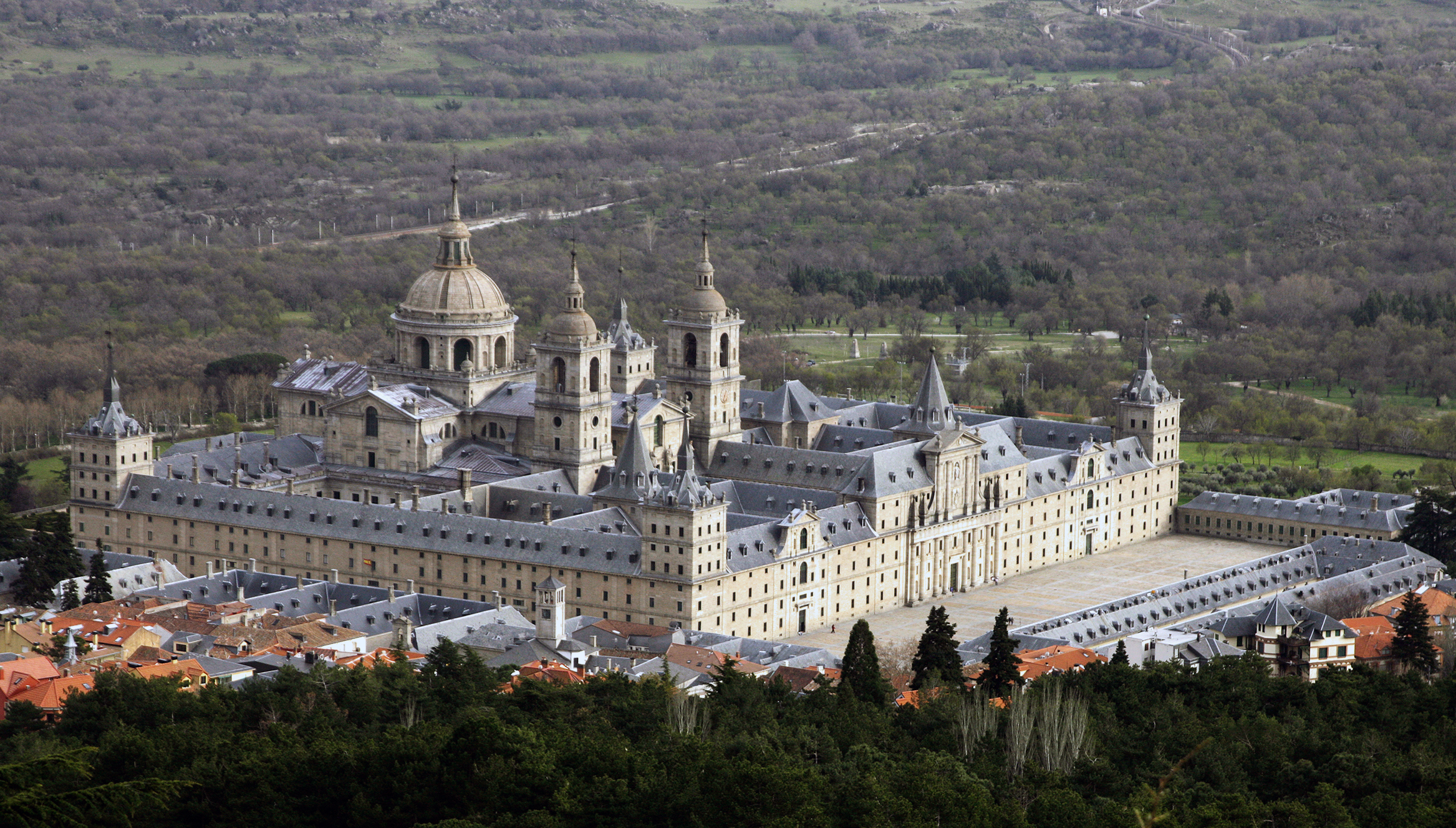
Monastère de l'Escorial, cristallisation des idées et de la volonté de son créateur, Felipe II d'Espagne, un prince de la Renaissance.

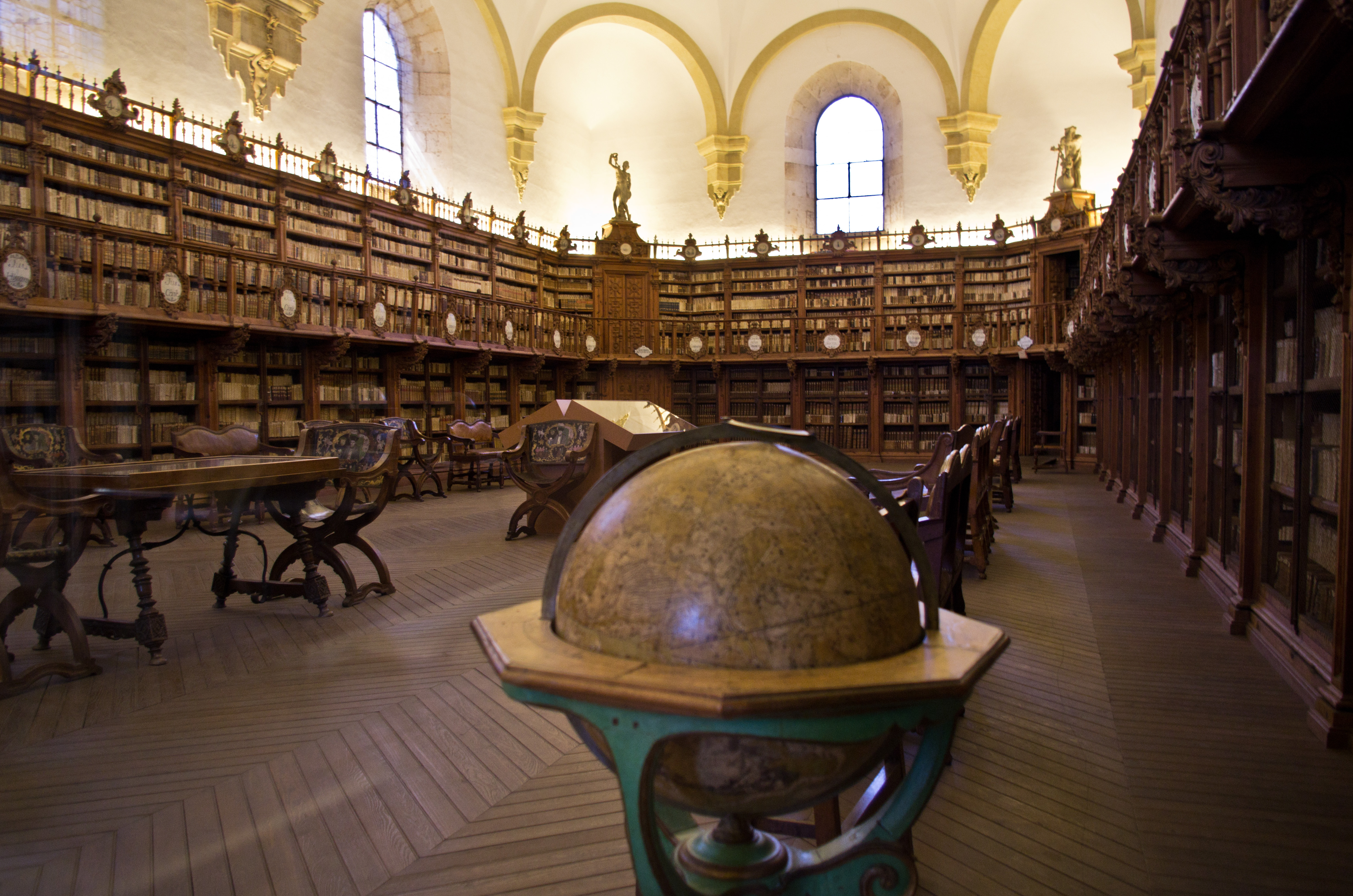
Ancienne bibliothèque de l'Université de Salamanque, institution qui a eu une importance fondamentale pour les sciences et les humanités pendant le Renaissance espagnol

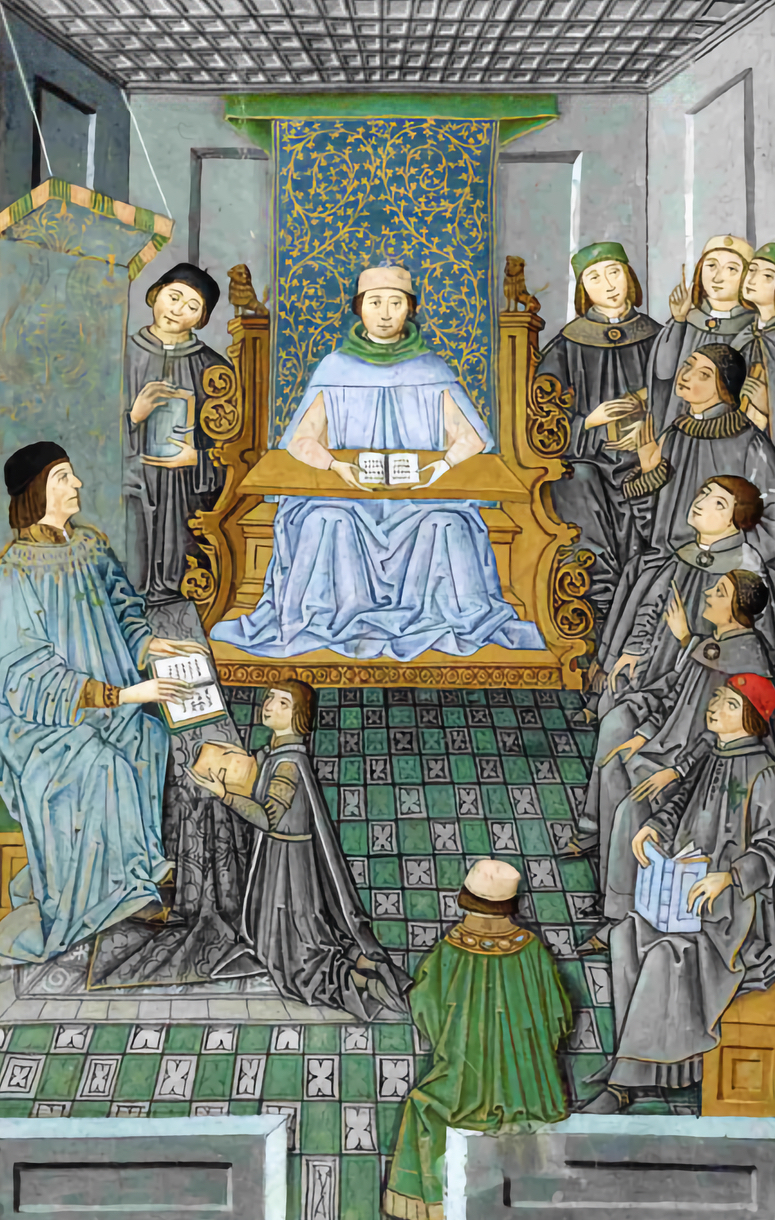
Antonio de Nebrija donnant une leçon de grammaire en présence du mecene Juan de Zúñiga. Introductions Latinae, Bibliothèque Nationale d'Espagne, Madrid.

On mentionne communément la date de 1492 comme date du début de cette période, avec influence du Renaissance italien, en Espagne. Pourtant, il est aussi envisagé de considérer le retour d'Antonio de Nebrija d'Italie (Bologne) en Castille, en 1470 comme la date d'introduction de l'humanisme de la Renaissance dans la péninsule ibérique. Cette nouvelle approche humaniste des arts plastiques, la littérature ou la science, inspirés par l'Antiquité classique et tout spécialement la tradition gréco-latine, soit impulser de manière transversal au cours de la même année par divers événements historiques successifs:
- Arrivée de l'imprimerie en Castille, en 1471, à Aguilafuente: en 1472 où on imprime pour la première fois un livre au sein de la péninsule ibérique, le Sinodal de Aguilafuente.
- La publication du premier livre imprimé pour apprendre le latin : Introductiones Latinae, Salamanque, 1481, d'Antonio de Nebrija.
- L'unification des anciens royaumes chrétiens de la péninsule avec la prise définitive de Grenade, dernière ville de la l'Espagne islamique, et les successives expulsions de milliers de croyants juifs depuis le 31 mars 1492. Les musulmans seront obligés à se convertir en 1504. Beaucoup d'entre eux se sont convertis mais plusieurs milliers ont préféré partir pour le Maroc.
- La publication de la première grammaire d'une langue vulgaire européenne: La Grammaire castillane d'Antonio de Nebrija.
- La découverte officielle de l'Amérique, le vendredi 12 octobre de 1492.

Le début de la Renaissance en Espagne est intimement lié au devenir historico-politique de la monarchie des rois catholiques. Ces derniers sont les premiers à s'extraire des systèmes médiévaux qui fixaient un schéma féodal du monarque faible face à une noblesse puissante et turbulente. Les rois catholiques unissent les forces du jeune état et s’allient avec les principales familles de la noblesse pour maintenir leur pouvoir. Une de ces familles, les Mendoza, utilise le nouveau style comme une distinction pour leur clan et, par extension, l'associe à la protection de la monarchie.
Petit à petit, une esthétique nouvelle est introduite au sein de la cour et du clergé, en se mêlant avec des styles purement ibériques, comme l'art nazarí du moribond royaume de la Grenade, le gothique exalté et personnel de la reine castillane, et les tendances flamandes dans la peinture officielle de la cour et l'Église. Avec la persistance, tout au long du XVIe siècle, du gothique isabélin et la tradition mudéjar, l'introduction et la totale acceptation des systèmes de la Renaissance sont ralentis, de sorte que l'art du Quattrocento triomphe en Espagne lorsqu'en Italie il touche à sa fin. L'assimilation de nouveaux éléments espagnols à l'art italien a donné lieu à une interprétation personnelle de la Renaissance orthodoxe, qui fut désignée comme art plateresque. Également, des artistes secondaires arrivent d'Italie pour s'installer ou travail en Espagne, les apprentis peintres partent se former au sein d'ateliers italiens, d'où ils rapportent des créations, des dessins d'architecture, des livres, des gravures, des tableaux, etc., lesquels inspirent de nouveaux types de personnages, des thèmes ou encore des compositions.

## Peintres reconnus
- Le Greco: leader incontesté du maniérisme. Sa reconnaissance comme caractère de la peinture du Renaissance et le maniérisme en Espagne vient du XIXe siècles  lorsqu'on le "redécouvre".
- Pedro Berruguete
- Alonso Berruguete: formé en Italie, où il a demeuré plus de 10 ans, ses œuvres sont d'une grande expressivité, caractéristique du maniérisme.
- Juan de Bourgogne: introducteur des formes du Quattrocento en Castille.
- Luis de Morales: qui applique les techniciennes du sfumato de Léonard de Vinci à ses compositions basiquement flamandes.
- Juan de Flandre
- Alonso Sánchez Coello: portraitiste de chambre. Ses production réunissent les influences flamandes d'Antonio Moro et les influences italiennes de Titien.
- Bartolomé González
- Rodrigo d'Osona et son fils, Francisco d'Osona le Jeune.
- Juan Fernández de Navarrete ou Navarrete le muet, a amené en Espagne l'influence vénitienne; les tons brillants, la naturalisme et le tenebrisme.
- Fernando Yáñez de la Almedina, actif a Valence avec Hernando des Llanos, actif aussi à Murcie.
- Vicente Macip et son fils, Juan de Juanes, suiveur à Valence de Léonard de Vinci et Rafael
- Juan Pantoja de la Croix: minutieux, il saisit la psychologie des portraits.
- J'éloigne Fernández

## Peintures célèbres
- L'enterrement du comte d'Orgaz (le Greco).

Les thèmes religieux ont occupé la majeure part de la peinture de celui qu'on surnome le Greco. Dans cet extraordinaire tableau s'entremêlent une composition clasiciste aux traits manieristas (parfois jugés bizarre)  des personnages, dont les figures s'allongent.
- Vierge du lait (Luis de Morales).

Le thème représenté est très ancien au sein de l'iconographie chrétienne: la Vierge Marie allaitant l'enfant Jésus.
Cependant, dans le cas de cette œuvre, le spectateur ne voit pas directement la poitrine, mais simplement la mère et le fils se regardant. Il s'agit de l'une des images plus intimistes du XVIe siècles . Le propos est clairement religieux, mais il parvient à exalter le sentiment d'amour maternel.

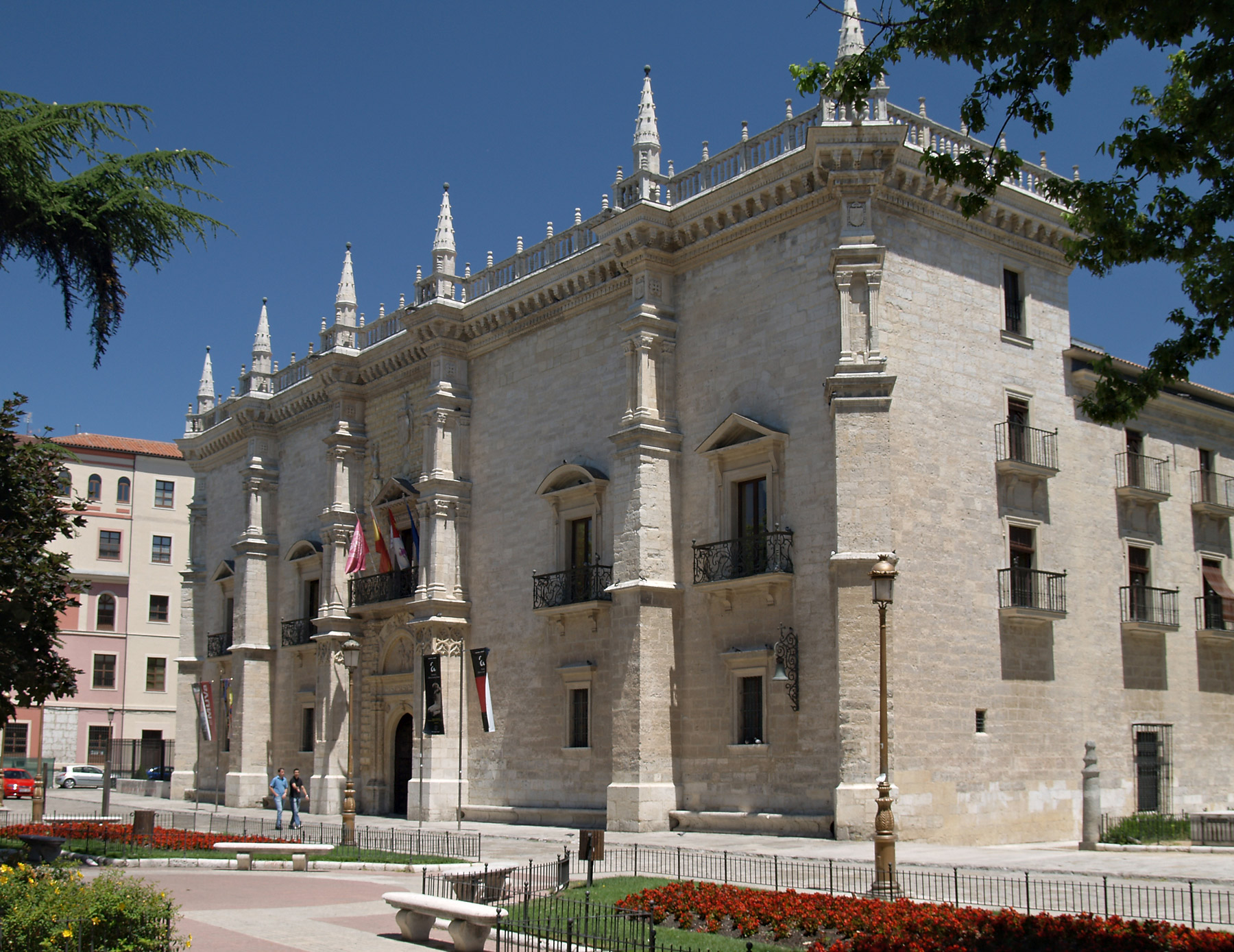
Le Palais de Sainta Cruz de Valladolid (1486-1491) a été le premier bâtiment bâti en Espagne dans ce style.

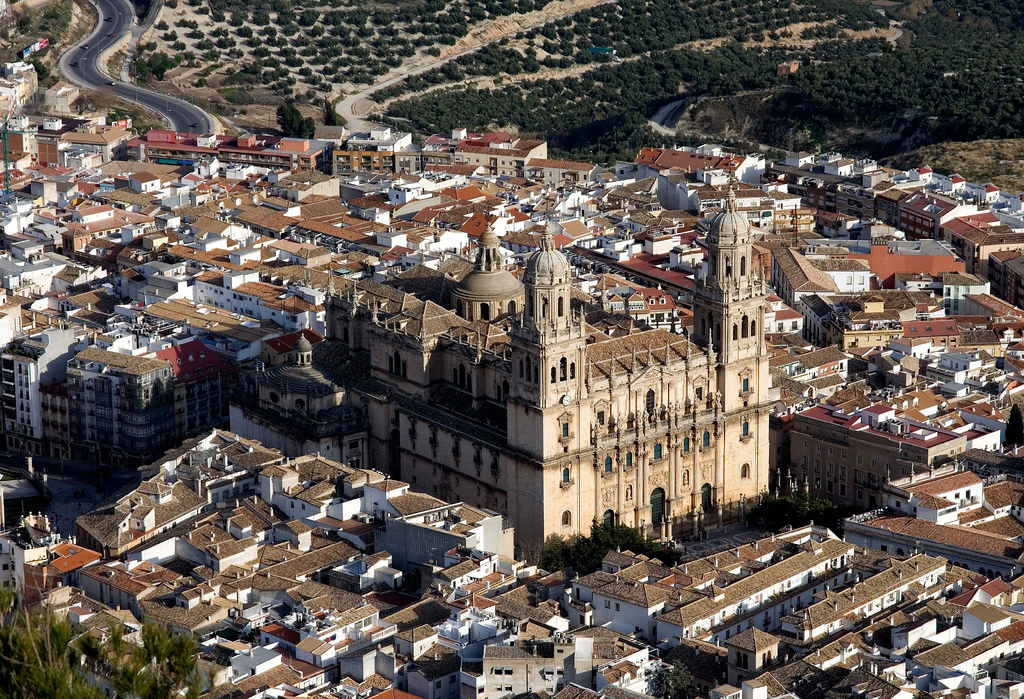
Cathédrale de l'Asunción de Jaén, d'Andrés de Vandelvira

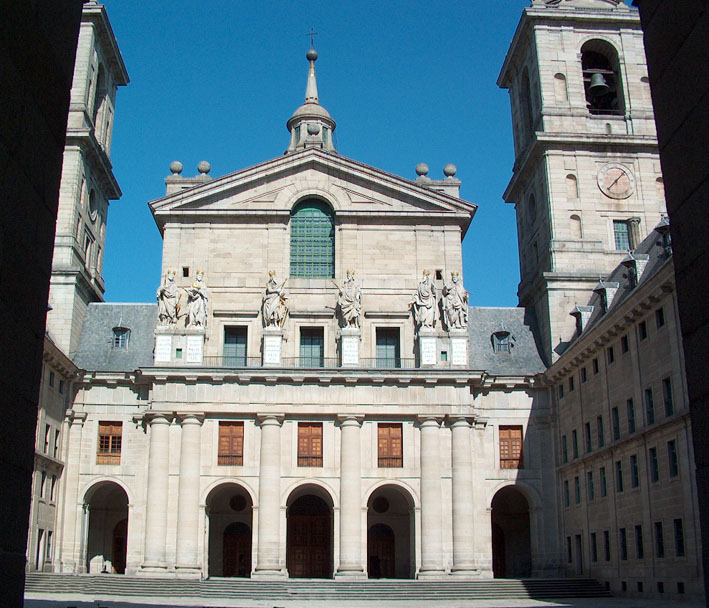
Cour des Rois et façade de la Basilique du Monastère de l'Escorial, de Herrera.

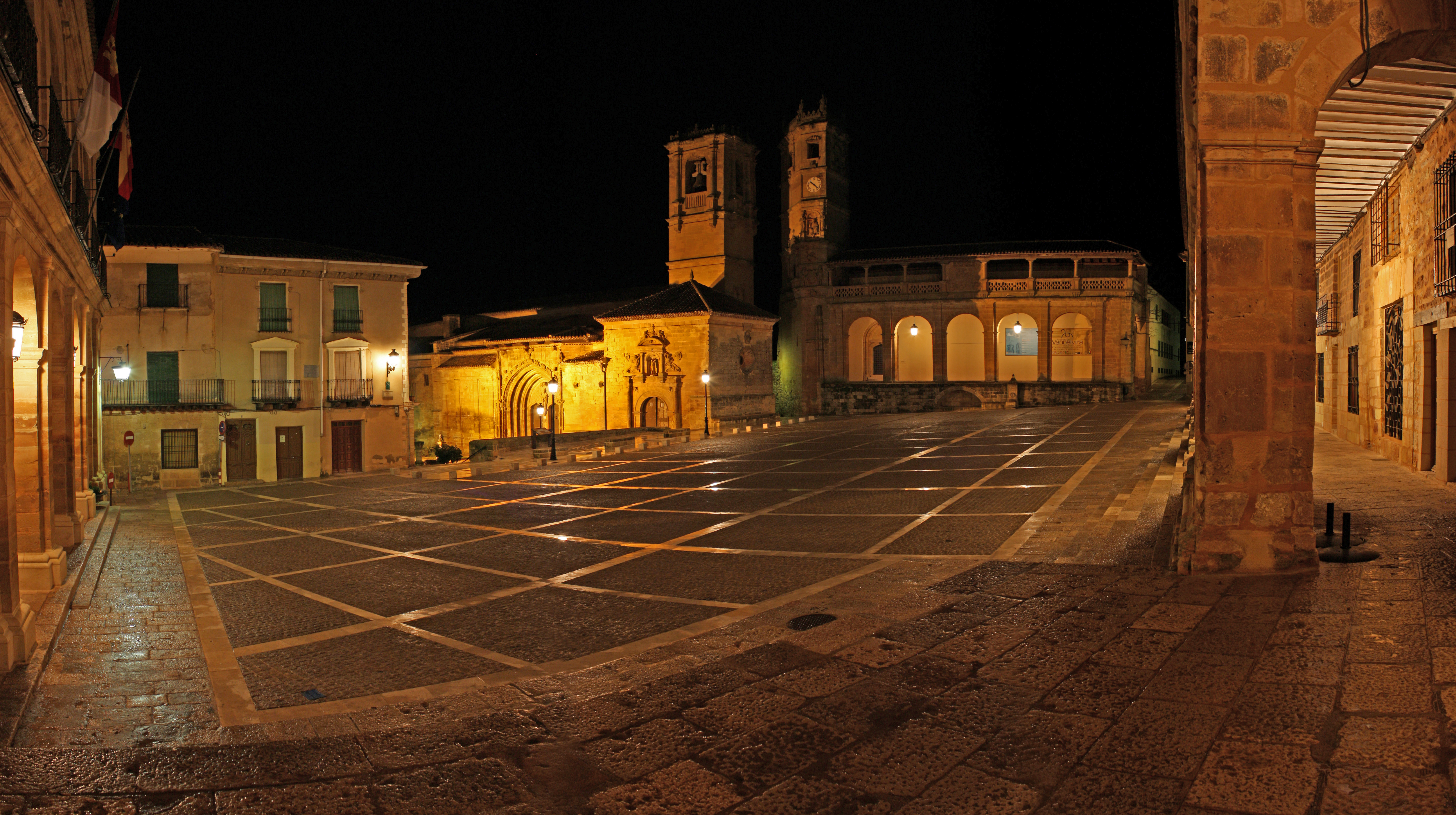
Secteur ouest de la Place Majeure de l'Alcaraz. (Albacete).

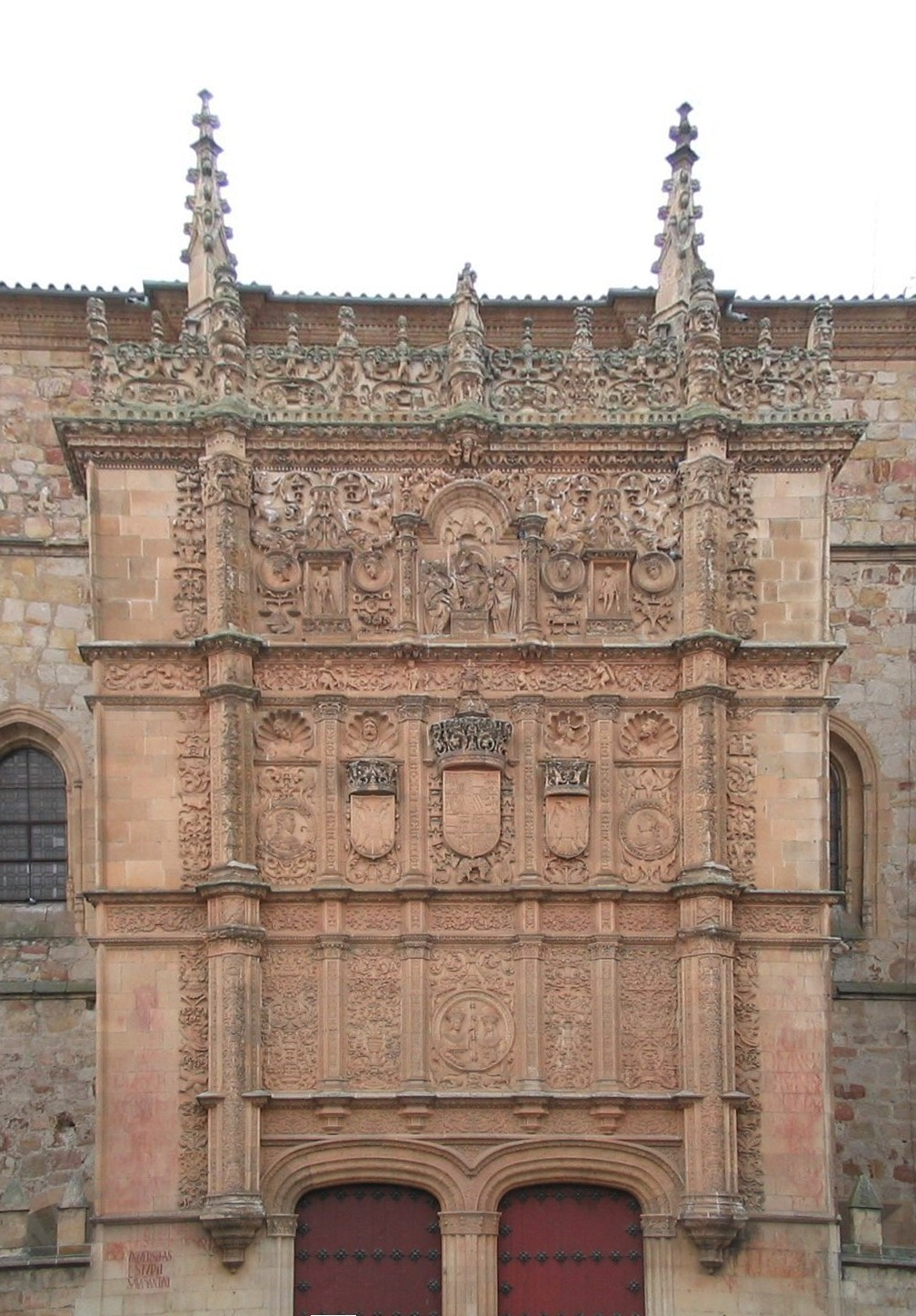
Façade de l'Université de Salamanque

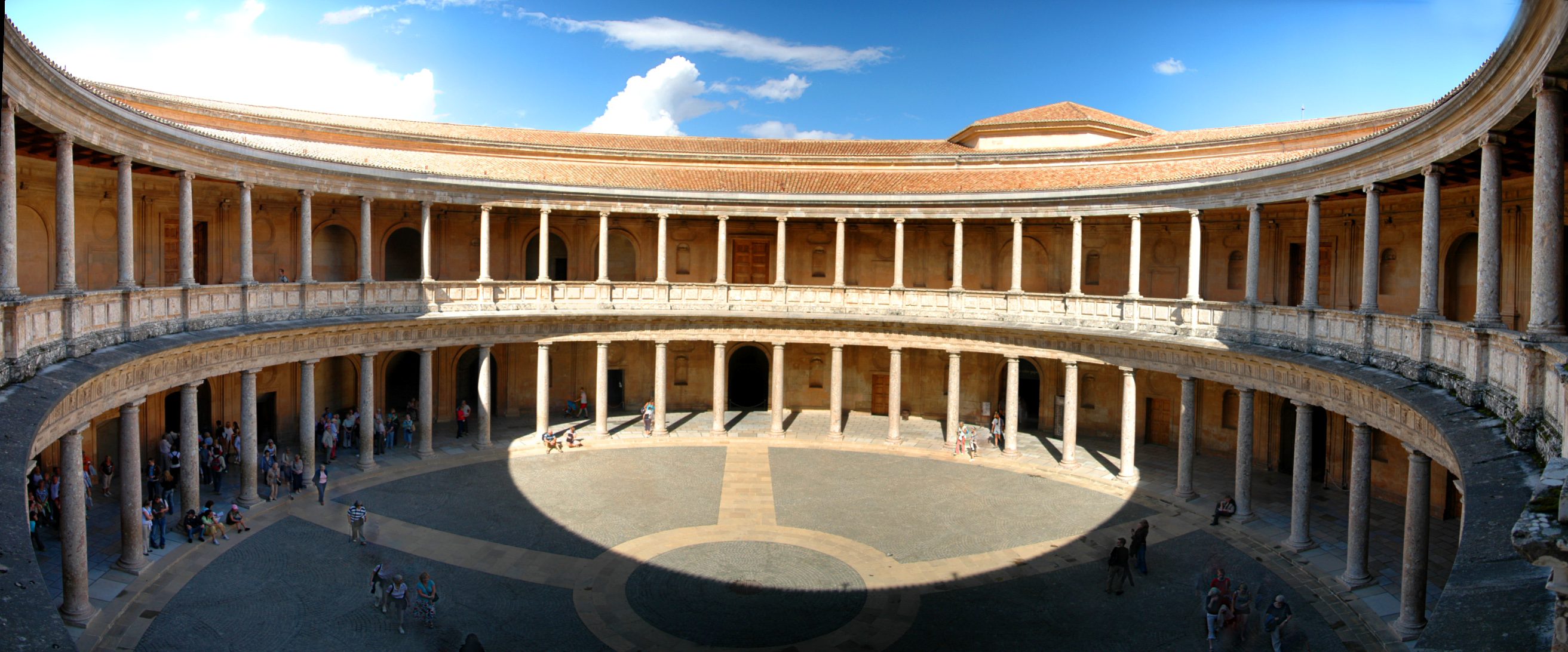
Cour du Palais de Charles Quint, panoramique.

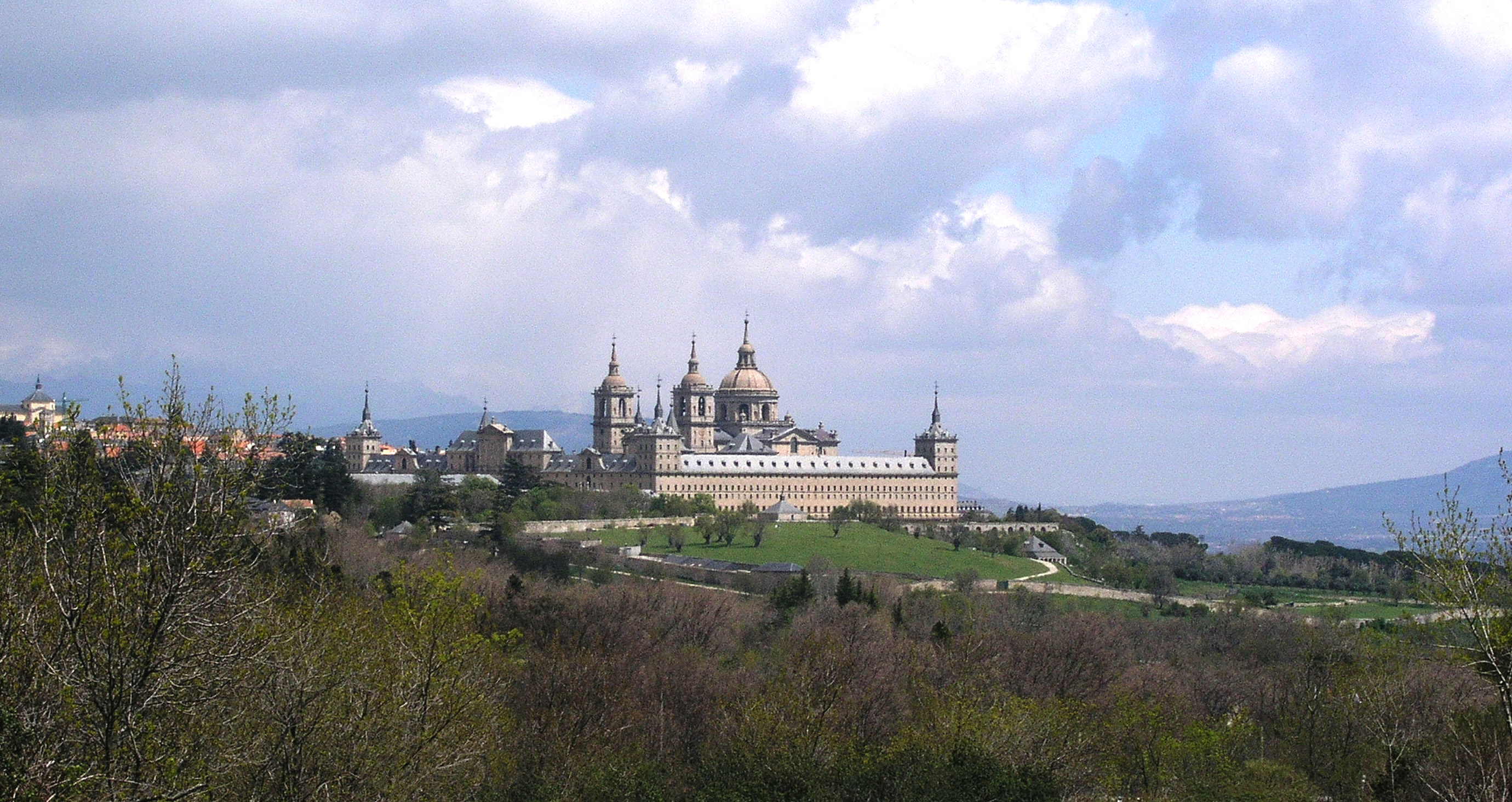
Monastère du l'Escorial, de Juan Bautista de Tolède et Juan de Herrera

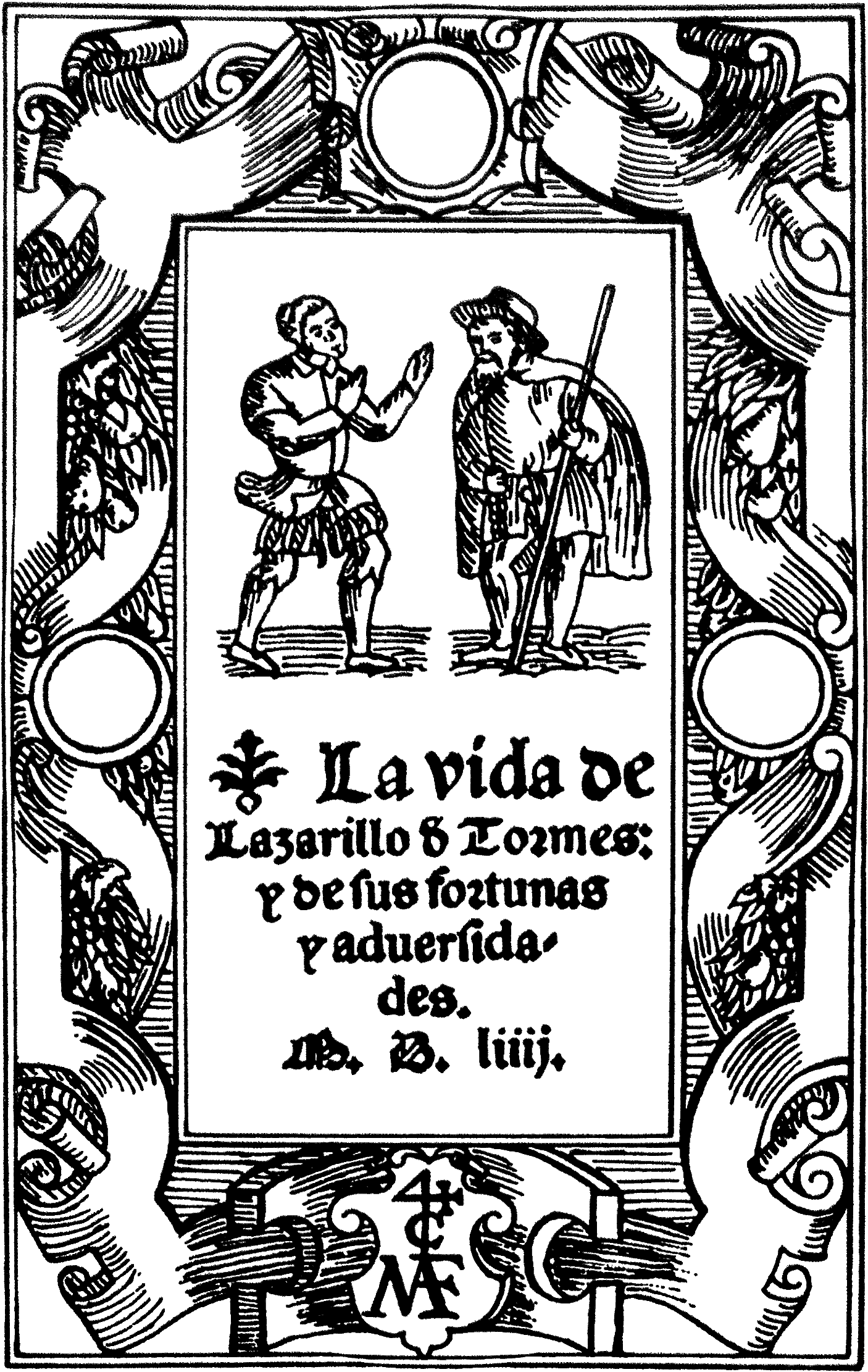
Couverture de Vie du Lazarillo de Tormes publié en 1554.